# NOE-Schaltechnik
NOE-Schaltechnik (vollständig NOE-Schaltechnik Georg Meyer-Keller GmbH + Co. KG) ist ein Hersteller und Anbieter von Betonschalungen und -Schaltechnik. Weltweit ist das 1957 gegründete mittelständische Unternehmen mit zwölf eigenen Tochterunternehmen sowie zehn technischen Büros vertreten und in über 40 Ländern aktiv. Der Hauptsitz befindet sich in Süßen im Landkreis Göppingen.

## Geschichte

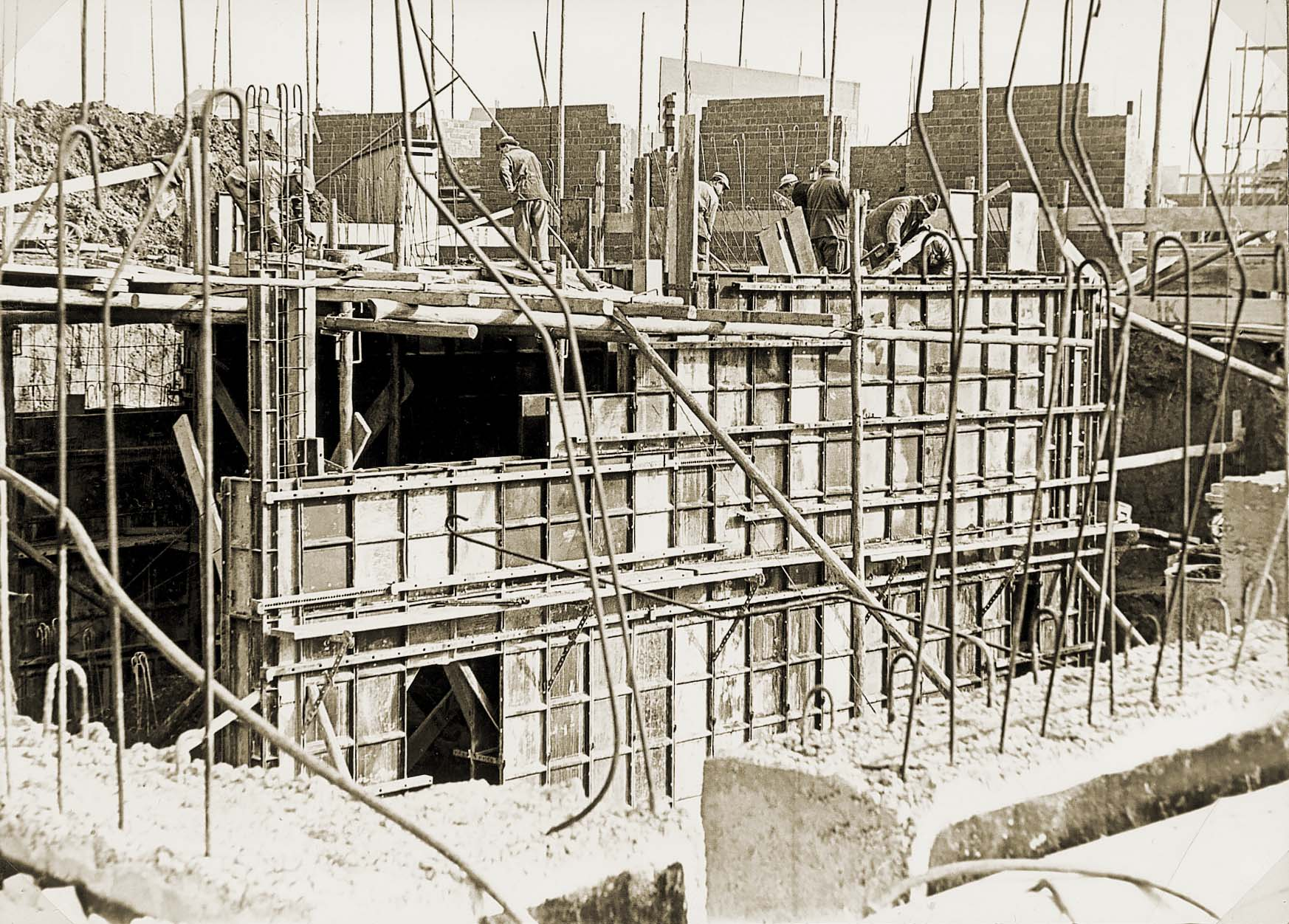
Einer der ersten Einsätze der NOE Universal-Stahlschalung beim Bau der Weststadt-Schule in Göppingen (um 1952)

Der Bauunternehmer Georg Meyer-Keller entwickelte Anfang der 1950er-Jahre erstmals eine Universal-Stahlschalung, die im Vergleich zu einer damals üblichen Holzschalung deutlich schneller aufgebaut und gleichzeitig mehrmals verwendet werden konnte. 1952 meldete er die Universal-Stahlschalung zum Patent an. Im Wesentlichen bestand die Schalung aus Blech-Paneelen mit Stahlrahmen, die untereinander mittels Bolzen und Keil verbunden wurden. Als Schalungsanker dienten gelochte Flachstahlbänder, die durch den Schalungsstoß geführt und mit Papphülsen abgedeckt wurden (um ein späteres Herausziehen zu ermöglichen). Sie gilt als erste Rahmenschalung modernen Typs.
Anfangs wurde die Universal-Stahlschalung in Eigenregie von Georg Meyer-Keller vertrieben. Aufgrund der schnell wachsenden Nachfrage übertrug er den Vertrieb nach kurzer Zeit an den Stuttgarter Baugerätehändler Jakob Noe. 1957 gründete Georg Meyer-Keller die NOE-Schaltechnik Georg Meyer-Keller KG und nahm den Vertrieb damit wieder selbst in die Hand. Zeitgleich sicherte er sich die Namensrechte, da die Bezeichnung „NOE-Schalung“ bereits etabliert war.
In den darauffolgenden Jahren wurde die Universal-Stahlschalung kontinuierlich weiterentwickelt. Im Jahre 1980 brachte NOE die Rahmenschalung Top 2000 auf den Markt. Der aufnehmbare Betondruck lag bei bis zu 80 kN/m² und das größte Einzelelement besaß eine Schalfläche von 14,05 m². Eine weitere Verbesserung stellte 2003 die Rahmen- und Trägerschalung NOEtop mit integrierter Gurtung und einem maximal aufnehmbaren Betondruck von 88 kN/m² dar.

## Produkte
Das Unternehmen produziert überwiegend Schalungssysteme. Dazu zählen Trägerschalungen, leichte und schwere Rahmenschalungen aus Stahl oder Aluminium, Rundschalungen, Stützenschalungen, Deckenschalungen sowie Treppenschalungen. Des Weiteren werden Traggerüste sowie Arbeits- und Schutzgerüste gefertigt. Für die Gestaltung von strukturierten Sichtbeton-Oberflächen bietet NOE zudem Strukturmatrizen als Schalungseinlagen an.
Neben der Herstellung und dem Vertrieb der oben genannten Produkte übernimmt das Unternehmen bei Bedarf auch die Inspektion, Sanierung und Instandsetzung aller Schalungsteile.

## Auszeichnungen
- iF Product Design Award 1999 für das NOE Topschloss[8]
- iF Product Design Award 2007 für das NOE Alulock[9][10]
- Focus Sicherheit in Silber 2007 vom DesignCenter Stuttgart für das NOE Alulock[10]

## Mitgliedschaften
- Güteschutzverband Betonschalungen e.V. (GSV)